# Lilla Järvsjön
Lilla Järvsjön är en sjö i Sandvikens kommun i Gästrikland och ingår i Gavleåns huvudavrinningsområde.